# Conus rattus
Espèce
Statut de conservation UICN

 LC  : Préoccupation mineure
Conus rattus est une espèce de mollusques gastéropodes marins de la famille des Conidae.
Comme toutes les espèces du genre Conus, ces escargots sont prédateurs et venimeux. Ils sont capables de « piquer » les humains et doivent donc être manipulés avec précaution, voire pas du tout.

## Description
La taille de la coquille varie entre 25 mm et 70 mm. On la trouve généralement dans l'eau, sur le sable ou dans des crevasses, à une profondeur de 0 à -6 737 mètres (0 à −22 103 pieds).
La couleur de la coquille est brun jaunâtre ou cendrée, souvent avec de fines lignes tournantes marron serrées, avec de grandes taches et maculations blanches formant généralement une bande centrale interrompue et une autre à l'épaule. La coquille a une spire plate, des épaules arrondies et plusieurs crêtes en spirale autour de la base du verticille. L'ouverture est violet pâle,. 

## Distribution
Cette espèce est présente en mer Rouge ; dans l'océan Indien au large de Madagascar, Tanzanie, archipel des Chagos, Aldabra, les îles Mascareignes ; comme exotique dans la partie orientale de la mer Méditerranée ; dans l'océan Pacifique tropical et au large de la Polynésie ; au large de l'Australie (Territoire du Nord, Queensland et Australie-Occidentale].

### Niveau de risque d’extinction de l’espèce
Selon l'analyse de l'UICN réalisée en 2011 pour la définition du niveau de risque d'extinction, cette espèce est présente dans tout l'Indo-Pacifique où elle est commune dans les eaux peu profondes dans certaines parties de son aire de répartition. Il n'y a pas de menaces majeures connues pour cette espèce. Elle est classée dans la catégorie "préoccupation mineure".

## Taxonomie

### Publication originale
L'espèce Conus rattus a été décrite pour la première fois en 1792 par le conchyliologiste danois Christian Hee Hwass dans « Encyclopédie méthodique ou par ordre de matières Histoire naturelle des vers - volume 1 » écrite par le naturaliste français Jean-Guillaume Bruguière (1750-1798),.

### Synonymes
- Conus (Rhizoconus) rattus Hwass, 1792 · appellation alternative
- Conus chemnitzii Dillwyn, 1817 · non accepté
- Conus rattus var. tahitiensis Dautzenberg, 1932 · non accepté
- Conus semivelatus G. B. Sowerby III, 1882 · non accepté
- Conus tahitiensis Dautzenberg, 1932 · non accepté
- Conus viridis G. B. Sowerby II, 1857 · non accepté
- Rhizoconus rattus (Hwass, 1792) · non accepté

### Sous-espèces
- Conus rattus var. tahitiensis Dautzenberg, 1932, accepté en tant que Conus rattus Hwass, 1792